# Золотницьке (Корюківський район)
Золотницьке — колишнє село в Україні, Корюківському районі Чернігівської області. Підпорядковувалось Охрамієвицькій сільській раді.
Розташовувалося за 11 км на схід від Охрамієвичів, на висоті 159 м над рівнем моря. 
Складалося з єдиної вулиці довжиною бл.700 м.
Виникло найімовірніше у 1-й третині 20 століття. 
Станом на 1986 рік у селі проживало 10 жителів. 22 грудня 1995 року Чернігівська обласна рада зняла село з обліку, оскільки в ньому ніхто не проживає.
Територія села поступово заростає лісом, лінія колишньої вулиці подекуди простежується на місцевості. Місцями збереглися залишки садів.